# Sebastian Zimmler
Sebastian Zimmler (* 1981 in Ost-Berlin) ist ein deutscher Schauspieler.

## Leben
Sebastian Zimmler wuchs im Allende-Viertel in Berlin-Köpenick auf und sammelte erste Bühnenerfahrungen in einer Jugendtheatergruppe.  Von 2006 bis 2010 studierte er an der Hochschule für Schauspielkunst „Ernst Busch“ Berlin und machte erste Bühnenerfahrungen 2008 bei den Salzburger Festspielen in Fjodor Dostojewskis Verbrechen und Strafe und an der Berliner Schaubühne in Friedrich Schillers Räuber unter der Regie von Lars Eidinger. Noch vor Abschluss seines Studiums erhielt er ein Engagement am Hamburger Thalia Theater, dessen Ensemble er seit 2010 angehört. Hier sah ihn das Publikum bereits in zahlreichen Inszenierungen, z. B. als Laertes in William Shakespeares Hamlet, in Kinder der Sonne von Maxim Gorki, im Raub der Sabinerinnen der Gebrüder Franz und Paul von Schönthan, in der Deutschstunde nach dem gleichnamigen Roman von Siegfried Lenz oder dem Käthchen von Heilbronn von Heinrich von Kleist. 2013 spielte Zimmler in der Bühnenfassung des Romans Moby-Dick von Herman Melville, für die das gesamte Ensemble 2014 mit dem Rolf-Mares-Preis ausgezeichnet wurde.
Gelegentlich arbeitet Zimmler auch für Film und Fernsehen. 2012 war er in dem mehrfach ausgezeichneten Spielfilm Was bleibt an der Seite von Corinna Harfouch zu sehen. Sporadisch ist er daneben als Hörspielsprecher tätig. Seit 2018 spielt er die Figur Ulf Grimmer in der deutschen Netflix-Serie Dogs of Berlin. Mit Ende der 16-jährigen Intendanz von Joachim Lux am Thalia Theater Hamburg gehört Sebastian Zimmler ab der Spielzeit 25/26 zum festen Ensemble des Berliner Ensembles.
Sebastian Zimmler lebt in Hamburg.

## Filmografie
- 2011: Tatort: Borowski und der coole Hund
- 2012: Was bleibt
- 2013: Hannah Mangold und Lucy Palm – Tot im Wald
- 2014: Hüter meines Brüders
- 2015: Nie mehr wie immer
- 2016: Die Habenichtse
- 2016: Tatort: Der hundertste Affe
- 2018: Tatort: Déjà-vu
- 2018: Dogs of Berlin
- 2019: Verliebt in Valerie
- 2019: Mörderische Tage – Julia Durant ermittelt
- 2020: Neben der Spur - Schließe deine Augen
- 2021: Unbroken (Fernsehserie)
- 2022: Der Überfall (TV-Krimiserie)
- 2023: Tatort: Hochamt für Toni
- 2024: Zeit Verbrechen (Miniserie, Folge Dezember)

## Hörspiele
- 2013: Die letzten schönen Tage von Helmut Krausser, Regie: Beate Andres
- 2014: November 1918 (2. Teil: Verratenes Volk) von Alfred Döblin, Regie: Norbert Schaeffer
- 2015: Man Down von André Pilz, Regie: Elisabeth Putz
- 2016: Schwarze Sonne Nemesis von Andreas Götz, Regie: Iris Drögekamp
- 2017: Ikaria 6 von Benjamin Maack, Regie: Matthias Kapohl
- 2020: Mansfield Park von Jane Austen, Regie: Iris Drögekamp
- 2021: Rückkehr von Krähe von Ulf Stolterfoht, Regie: Iris Drügekamp,  Thomas Weber
- 2022: Der bezaubernde Herr Krähe in: Flügel zu vermieten von Ulf Stolterfoht, Regie: Iris Drügekamp, Thomas Weber

## Auszeichnungen
- 2014 Theaterpreis Hamburg – Rolf Mares (Ensembleauszeichnung gemeinsam mit Julian Greis, Mirco Kreibich, Daniel Lommatzsch, Thomas Niehaus, Jörg Pohl, Rafael Stachowiak, André Szymanski) für Moby Dick im Thalia Theater
- 2020 Theaterpreis Hamburg – Rolf Mares für seine Rolle des Jakub Shapiro in Der Boxer im Thalia in der Gaußstraße